# Astèrix a Amèrica
Astèrix a Amèrica (Títol original en anglès: Astérix Conquers America, títol alemany: Asterix in Amerika, títol francès: Astérix et les Indiens, títol valencià: Astèrix conquista Amèrica) és una pel·lícula alemanya d'animació dirigida per Gerhard Hahn i estrenada l'any 1994. La pel·lícula és una adaptació de l'àlbum de dibuixos La gran travessia (1975), i també és l'única pel·lícula de la sèrie d'Astèrix que no s'ha produït a França.
La pel·lícula va ser doblada al català per als cinemes el 1995, i al valencià per a la televisió el 2001.

## Argument
La legió romana ha estat humiliada una vegada més pels irreductibles gals. Això ja és massa pel gran Cèsar qui encarrega l'infame Tumullus capturar Panoramix i enviar-lo mars enllà, lluny a l'oest, perquè caigui al buit. En efecte, pensen llavors que la Terra és plana. Durant aquest temps, Panoramix té algunes preocupacions: a causa d'una baralla, gairebé tota la poció màgica que tenia preparada ha caigut a terra. Ha d'anar, doncs, a collir les plantes necessàries per refer-ne, i encarrega Astèrix i Obèlix d'anar a pescar peix fresc, un altre ingredient imprescindible. Només que Tumullus, disfressat com un druida gal, i els seus esbirros el capturen, el porten a bord d'una galera romana i marxen en direcció a la fi del món. Astèrix i Obèlix se n'adonen i es llancen a la seva persecució.
No aconsegueixen impedir que els romans catapultin Panoramix més enllà de la « fi del món » dissimulada darrere d'un penya-segat. Creient haver-ho aconseguit, Tumullus marxa cap a la Gàl·lia. Durant aquest temps, Astèrix, Obèlix i Idèfix escalen el penya-segat i descobreixen que el món no s'atura pas allà. Descobreixen un país més-enllà desconegut o gairebé. Panoramix l'anomena « país secret de l'Índia » els habitants del qual són Indis d'Amèrica. Es tracta de fet d'Amèrica. Els gals troben Panoramix en mans d'una tribu d'indis amb els quals acaben per simpatitzar. Obèlix d'altra banda coneix una bonica índia i se n'enamora (i recíprocament). Però, el bruixot segresta Panoramix i busca sostreure-li la recepta de la poció abans que Astèrix no salvi el druida.
Els tres gals han de marxar ràpidament cap el seu poble, privat de poció i assetjat pels romans. Quan arriben, descobreixen el poble desert i incendiat. No queda més que Assegurançatòrix lligat. Aquest últim els explica que els vilatans són presoners en un camp romà per ser lliurats als lleons a les arenes de Roma. Astèrix i Obèlix, disfressats de legionaris, s'infiltren al camp i donen als seus amics la poció màgica amagada en dues amfores i que els permet d'alliberar-se i fotre el camp. César arriba a escapar-se amagant-se en una bóta, Tumullus és aparentment empassat per la pantera negra de César. Els gals reconstrueixen el poble i organitzen el seu habitual banquet contant les gestes de Astèrix, Obèlix i Panoramix a Amèrica i cantant la cançó de la tribu índia que tots canten a cor.

## Repartiment
| Personatge       | Actor original (en /anglès)  | Actor de doblatge (en català)                                                               | Actor de doblatge (en català) |
| ---------------- | ---------------------------- | ------------------------------------------------------------------------------------------- | ----------------------------- |
| Narrador         | John Rye                     | Arseni Corsellas                                                                            | –                             |
| Astèrix          | Craig Charles                | Xavier de Llorens                                                                           | Edu Borja                     |
| Obèlix           | Howard Lew Lewis             | Jordi Vila                                                                                  | –                             |
| Panoràmix        | Geoffrey Bayldon             | Vicenç Manel Domènech                                                                       | –                             |
| Juli Cèsar       | Henry McGee                  | Isidre Sola                                                                                 | –                             |
| Lucullus         | Christopher Biggins          | Claudi García                                                                               | –                             |
| Bruixot          | Rupert Degas                 | Ramon Puig                                                                                  | –                             |
| Ah-Choo          | –                            | Bélen Roca                                                                                  | –                             |
| Cap Indi         | –                            | Norbert Íbero                                                                               | –                             |
| Acopdegarròtix   | –                            | Manuel Lázaro                                                                               | –                             |
| Assegurançatòrix | –                            | Pep Sais                                                                                    | –                             |
| Ordralfabètix    | Jonathan Kydd                | Adrià Frias                                                                                 | –                             |
| Centurió         | Jonathan Kydd                | Jordi Royo                                                                                  | –                             |
| Capità Pirata    | –                            | José Fèlix Pons                                                                             | –                             |
| Corpulentus      | –                            | Domènec Farell                                                                              | –                             |
| Esautomàtix      | –                            | Enric Serra Frediani                                                                        | –                             |
| Veus addicionals | Rupert Degas i Jonathan Kydd | Mark Ullod, Fèlix Benito, Jordi Campillo, Albert Roig, Jaume Villanueva i Elisabet Bargalló | –                             |

## Cançons del film
- On vit ensemble, interpretada pel grup Zouk Machine
- Au revoir, interpretada pel grup Zouk Machine